# مارك ماكجرو
مارك ماكجرو (بالإنجليزية: Mark McGraw)‏ هو لاعب كرة قدم بريطاني في مركز الهجوم، ولد في 5 يناير 1971 في روثرجلين ‏ في المملكة المتحدة. لعب مع نادي ستيرلينغ ألبيون ونادي غرينوك مورتون ونادي فالكيرك ونادي كلايد ونادي هيبرنيان.

## وصلات خارجية
- مارك ماكجرو على موقع قاعدة بيانات كرة القدم.إي يو (الإنجليزية)
- مارك ماكجرو على موقع Soccerbase.com (لاعب) (الإنجليزية)